# Lesu
Los lesu constituyen un grupo étnico establecido en la costa este de Nueva Irlanda, una isla del Pacífico en el estado de Papúa Nueva Guinea, al este del continente. Hablan una lengua nativa local. Son cultivadores de roza y quema, y pescadores. Sus creencias religiosas son una mezcla del cristianismo y la religión tradicional. Los eventos del ciclo vital son celebrados en ceremonias que incluyen cantos y danzas.
- Datos: Q5973830